# Internet
Internet je javno dostupna globalna podatkovna mreža koja povezuje računala i računalne mreže služeći se internetskim protokolima za njihovu komunikaciju. To je mreža svih mrežā koja se sastoji od milijuna kućnih, akademskih, poslovnih i vladinih mreža koje međusobno razmjenjuju informacije i usluge kao što su elektronička pošta, chat i prijenos datoteka te povezane stranice i dokumente World Wide Weba. Novotvorenica „međumrežje” u hrvatskom jeziku nije zaživjela i rijetko se koristi.

## Povijest interneta
Internet je 1969. godine osnovalo Američko Ministarstvo obrane. Zvao se ARPANET (prva četiri slova su kratica za Advanced Research Project Agency – Agencija za napredne istraživačke projekte, dok net označava računalnu mrežu). Cilj te mreže je bio da se poveže određeni broj računala u SAD-u. Radilo se o skupoj ideji, no Ministarstvu obrane SAD-a novac nije nedostajao. Arpanet je imao faktor koji je kasnije bio ključan za nastanak i popularizaciju interneta; tijekom šezdesetih godina vladao je hladni rat, zbog čega je Ministarstvo obrane SAD-a strahovalo da bi se mogao dogoditi nuklearni napad. Inženjeri su morali projektirati Arpanet tako da on radi čak i ako se baci bomba na dio uspostavljene mreže te se uništi, dakle, čak i ako dio komunikacijskog dijela bude uništen, ostatak mreže treba nastaviti funkcionirati bez problema.
Servis World Wide Web izmišljen je u CERN-u u Švicarskoj 1989. godine, a izmislio ga je Britanac Tim Berners-Lee.

## Načini povezivanja
Za povezivanje se koriste telefonske mreže, ISDN, ADSL, optički i ini kabeli, satelitske veze i drugi načini.
Svako računalo spojeno na internet ima svoju IP adresu, ali se kod korištenja usluga, npr. u internetskom pregledniku, uglavnom koriste imena koja se u adrese prevode pomoću sustava poslužitelja za DNS. Popularni su internetski preglednici Internet Explorer, Mozilla Firefox, Google Chrome, Opera i Safari.
ISP (Internet servis provider) tvrtke korisnicima pružaju usluge za spajanje na internet, a ponekad također daju i uslugu korištenja elektroničke pošte i/ili određenu količinu prostora na njihovom poslužitelju da korisnik napravi svoju internetsku stranicu. Kako bi se spojio na internet, korisnik treba potpisati ugovor s ISP-om. Poput drugih država, Hrvatska ima komercijalne i akademske. Svi hrvatski ISP-ovi, osim CARNeta, su komercijalni. CARnet omogućuje besplatno spajanje na internet u akademske, edukacijske i istraživačke svrhe učenicima, studentima i akademskim krugovima.  
Neki od hrvatskih ISP-ova su: Hrvatski Telekom, A1, Telemach i Iskon.

## Usluge
Najpoznatije usluge na internetu su: 
- World Wide Web – koristi HTTP za prijenos web stranica napisanih u HTML-u – to je noviji servis, ali i najbrže rastući
- razgovor ili čavrljanje (chat) – koji može biti komunikacija glasom (oba računala trebaju imati zvučne kartice, mikrofone i zvučnike/slušalice) ili pismena komunikacija – primjeri su IRC, ICQ i u zadnje vrijeme sve popularniji Skype
- elektronička pošta – koristi POP, SMTP i druge protokole, jedna od prvih usluga na internetu
- prijenos datoteka – uz standardni FTP danas se sve više koristi peer to peer protokoli
- Usenet – mreža namijenjena razmjeni poruka u interesnim grupama

Korisnici na internetu mogu pristupati različitim informacijama, razgovarati s drugim ljudima, koristiti elektroničku poštu ili pristupati forumima, kupovati na internetu, igrati online igre, koristiti stranice za internetsko bankarstvo, učiti i sl.
World Wide Web (također WWW ili samo Web) je najpopularniji i najveći internetski servis, a zbog njegove popularnosti mnogi ljudi smatraju da je on sinonim za internet, iako to nije točno. Na tom su servisu smještene internetske stranice, blogovi i wikiji. Te stranice može vidjeti svatko, osim ako su zaštićene lozinkom ili su zbog nekog razloga blokirane (npr. vlade neke države čiji stanovnici tijekom razdoblja zabrane više ne mogu pristupati dotičnoj stranici). 
Elektronička pošta (e-mail) i IM (instant messaging) se koristi za komunikaciju među korisnicima, posebno ovo drugo. E-mail poruke drugoj osobi stižu unutar nekoliko sekundi, a za njihovo slanje i primanje poruka i odgovora od drugih ljudi korisnik treba imati adresu elektroničke pošte. Za slanje i primanje elektroničke pošte postoje internetske stranice kao što su Hotmail, Gmail i Yahoo! Mail, ali i uslužni programi poput Outlook Expressa, Microsoft Outlooka (dio Microsoft Officea), Windows Live Maila, Thunderbirda, Eudore i Pegasusa. IM se često koristi za komunikaciju s prijateljima i poznanicima, te je sličan chatu zbog toga što se korisnik dopisuje s drugom osobom u realnom vremenu. Popularni IM programi su Windows Live Messeger, Trilian, Google Talk, Skype (osnovna namjena mu je internetska telefonija ali može poslužiti i za dopisivanje) i ICQ (prvi program za IM).

## Sigurnost
Internet je zbog svoje raširenosti najveći izvor malicioznog softvera. Najveći dio malicizonog softvera dolazi s pornografskih stranica (znatno rjeđe kod onih čije se korištenje plaća) te većine internetskih stranica s torrentima, crackovima, generatorima ključeva (keygeni), serijskim brojevima i sl. Doduše, neke stranice s torrentima (Demonoid, TorrentLeech i slične) ograničavaju registraciju te se na njima vrlo rijetko postavlja sadržaj s malicioznim softverom.
Korisnik može dobiti neku vrstu malicioznog softvera pokretanjem zaražene datoteke skinute s interneta a ponekad i jednostavnim posjećivanjem maliciozne internetske stranice (to se zove drive-by download). 
Internetske stranice čiji URL počinje s »https://«, a ne s »http://«, imaju šifrirane veze, što prevenira mogućnost da netko drugi pročita informacije koje je korisnik unio na tim stranicama. Ipak, to ne znači da te stranice nisu maliciozne, već samo da su njihove veze šifrirane.
Osim malicioznog softvera, postoje i zlonamjerni ljudi. Oni često u sobama za chat maltretiraju i/ili vrijeđaju ostale korisnike.

## Internetskislang
Internetski slang je neformalni žargon razvijen (i još u razvoju) s ciljem ubrzanja i pojednostavljenja tekstualne komunikacije među korisnicima interneta. Mnogi izrazi ovog žargona strukturirani su tako da štede vrijeme korisnika prilikom pisanja poruka, a temelje se na engleskom govornom području. Neki primjeri:
- OMG = Oh My God (O moj Bože)
- AFK = Away from Keyboard (Udaljen od tipkovnice)
- 2 = To (Za)
- 2B = To Be (Biti)
- BTW = By the Way (Usput, uzgred budi rečeno)
- LOL = Laughing out Loud (Glasno smijanje)
- NOYB = None of Your Business (Ne tiče te se)
- r8 = Rate (Ocijeniti)
- m8 = Mate (Prijatelju)
- w8 = Wait (Pričekaj)
- TY/THX = Thank You (Hvala)
- BRB = Be Right Back (Brzo se vraćam)
- AFAIK = As Far as I Know (Koliko znam)
- ASAP = As Soon as Possible (Što je prije moguće)
- ROFL = Rolling on Floor Laughing (Valjam se od smijeha)
- <3 = Heart (Srce, gledajući s glavom nagnutom na desnu stranu)
- U2 = You Too (I ti isto)
- HF = Have Fun (Uživaj)
- GL = Good Luck (Sretno)
- GG = Good Game (Dobra igra/utakmica)
- SU = Shut Up (Zašuti)
- DND = Do Not Disturb (Ne smetaj)
- (Y) = Thumbs Up (Sviđa mi se)
- IMHO = In My Humble/Honest Opinion (Prema mom skromnom mišljenju)
- STFU = Shut the Fuck Up (ekv. hrv. „začepi”)
- 2 l8 m8 = Too Late Mate (hrv. „prekasno, druže”)
- P2P = Pay to Play (hrv. „Plati za igranje”)
- F2P = Free to Play (besplatna igra/platforma)
- WIF = What Is Funny (Što je smiješno)
- GH = Good Half (Dobro poluvrijeme)
- U WOT M8 = You What Mate (Ti si što, prijatelju?!)
- U = You (Ti)
- Madr Fakr = Mother Fucker (Kurvin sin)
- TBH = To Be Honest (Da budem iskren)
- B4 = Before (Prije)
- G2G = Got to Go (Moram ići)

U komunikaciji često se koriste i smajlići ili smajliji (emoticons ili smileys).

## Vanjske poveznice
- Korištenje interneta u europskim državama